# هوملاند
هوملاند (بالإنجليزية: Homeland, Georgia)‏ هي مدينة تقع في مقاطعة تشارلتون، جورجيا بولاية جورجيا في الولايات المتحدة. تبلغ مساحة هذه المدينة 6.7 (كم²)، وترتفع عن سطح البحر 29 م، بلغ عدد سكانها 765 نسمة في عام 2010 حسب إحصاء مكتب تعداد الولايات المتحدة.

## وصلات خارجية
- Cities & Counties - Georgia.gov